# Amerila atrivena
Amerila atrivena là một loài bướm đêm thuộc phân họ Arctiinae, họ Erebidae.